# Hrotovice
Hrotovice település Csehországban, a Třebíči járásban. Hrotovice Valeč, Bačice, Litovany, Slavětice, Rouchovany, Odunec, Dalešice, Krhov és Račice településekkel határos. Lakosainak száma 1760 fő (2024. január 1.).

## Népesség
A település lakosságának változását az alábbi diagram mutatja:
| Lakosok száma | 962  | 1192 | 1429 | 1332 | 1532 | 1796 | 1770 | 1751 | 1737 | 1760 |
|               | 1869 | 1890 | 1921 | 1950 | 1980 | 2001 | 2017 | 2019 | 2022 | 2024 |